# Plagiochila lyallii
Plagiochila lyallii là một loài rêu trong họ Plagiochilaceae. Loài này được Mitt. mô tả khoa học đầu tiên năm 1855.
Danh pháp khoa học của loài này chưa được làm sáng tỏ. 